# Шалкар (Теректинський район)
Шалка́р (каз. Шалқар) — село у складі Теректинського району Західноказахстанської області Казахстану. Входить до складу Шалкарський сільського округу.
У радянські часи село називалось Челкар.
Населення — 120 осіб (2021; 186 у 2009, 257 у 1999, 218 у 1989).